# Wilhelm August Pape
Wilhelm August Pape (* 3. Januar 1830 in Neuendorf am Damm; † 13. Dezember 1914 in Magdeburg) war ein deutscher Schuhfabrikant.

## Leben
Pape wurde als Sohn eines Kossaten geboren. Von 1844 bis 1848 lernte er in Danzig bei seinem älteren Bruder den Handwerksberuf des Schuhmachers. Er ging dann auf Wanderschaft und erlebte in Berlin die Revolution von 1848. 1852 erreichte er bei seiner Wanderschaft Wien und kam dann nach Magdeburg. 1855 begründete er dort seine Schuhmanufaktur Wilhelm August Pape, Schuhfabrik. Während des Deutsch-Französischen Kriegs 1870/1871 arbeiteten französische Kriegsgefangene in seinem Unternehmen. Von diesen lernte Pape die in Frankreich verwendete Technik des Stiftens von Schuhen kennen. Dabei werden die Schuhsohlen mittels Holzstiften an den Stiefeln befestigt, wodurch sehr stabiles Schuhwerk hergestellt werden konnte. Nach dem Krieg reiste Pape nach Frankreich und informierte sich über die französischen Verfahren zur Herstellung von Schuhen. Er setzte die für Deutschland neue Fertigungstechnik in seinem Unternehmen ein und baute seinen Betrieb beträchtlich aus. Sein Geschäft war Ende des 19. Jahrhunderts das größte Detailgeschäft der Schuhbranche in Deutschland.